# KS Besëlidhja Lezhë
Maillots
Le KS Besëlidhja Lezhë est un club albanais de football basé à Lezhë.

## Historique du club
- 1930 - fondation du club
- 1937 - 1re participation en Super League

## Palmarès
- Championnat d'Albanie de deuxième division :
  - Champion : 1970, 1978, 1980, 1984, 1987, 1993, 2000